# يو إس إس إنتربرايز
يو إس إس إنتربرايز س ف ن 65 (بالإنجليزية: USS Enterprise (CVN-65))‏ حاملة طائرات أمريكية تعد أولى حاملات الطائرات التي تعمل بالطاقة النووية وفي الوقت ذاته حاملة الطائرات الأقدم من بين الحاملات قيد الخدمة لدى بحرية الولايات المتحدة حيث أنها تخدم في البحرية الأمريكية منذ 1961. وأحيلت للتقاعد عام 2013.

## المواصفات
طول السفينة 342 أي أقل بقرابة 40 مترا من ناطحة السحاب إمباير ستيت. وتبلغ مساحتها 4.5 هكتار (18500 متر مربع) أي ما يوازي مساحة أربعة ملاعب كرة قدم أمريكية.

### الجزيرة (البرج)
يضم مركز قيادة السفينة والكواشيف والهوائيات والجسور وبرج المراقبة.

### السعة
تحمل السفينة 60 طائرة عادة لكن بمقدورها حمل 90 طائرة ولديها أربعة مقاليع بخارية لدفع الطائرة إلى سرعة آمنة للإقلاع يبلغ مداه 90 مترا ويمكن للسفينة استيعاب إقلاع طائرة كل 20 ثانية. كما تستعمل بعض الطائرات حراقات لاحقة لتيسيير إقلاعها.

### أسلاك التوقف
أسلاك التي توقف الطائرات الهابطة على سطح الحاملة عددها أربعة وتمسك بكلاليب الطائرات لتساعد على تحقيق التوقف الفوري.

### المصاعد
أربع مصاعد لنقل الطائرات من القبو إلى السطح.

### التسليح
- منصة إطلاق صواريخ سطح-جو 116 قصيرة المدى
- مدفع فالانكس 20 مم سريع الإطلاق.

## اقرأ أيضا
- يو إس إس جيرالد فورد
- يو إس إس دولفين